# رومن بوگای
رومن بوگای (لهستانی: Roman Bugaj؛ زادهٔ ۹ اوت ۱۹۷۳) ورزشکار کیک‌بوکسینگ، بوکسور سنگین‌وزن پیشین و بازیگر اهل لهستان است.
از فیلم‌ها یا برنامه‌های تلویزیونی که وی در آن نقش داشته‌است، می‌توان به هانس کلوس، قماری بالاتر از زندگی، پیمان ورشو، شمش‌سازان، اجاره‌نشین‌ها، مادران، پدر متیو، هتل ۵۲، عشق اول، در خوشی و سختی، ع چون عشق و بدهی اشاره کرد.